# Parasinilabeo longicorpus
Parasinilabeo longicorpus es una especie de peces agua dulce de la familia de los Cyprinidae en el orden de los Cypriniformes. Se encuentra en China.